# Maciej Grubski
Maciej Tomasz Grubski (Łódź, 20 de agosto de 1968–Ibidem., 17 de diciembre de 2020) fue un político y funcionario polaco del gobierno local, además de senador durante los períodos 7 , 8 y 9.

## Biografía
En 1989 se graduó de la Escuela de Medicina Profesional en Łódź, también completó sus estudios de licenciatura en administración pública en el Merchant College en Łódź. Fue luchador profesional y estuvo en la selección polaca. Fue director de Hogares de Ancianos en Konstantynów Łódzki, luego trabajó en el Tercer Hogar de Ancianos en Łódź.
En 1993 se incorporó a la Unión Democrática y en 1994 a las filas de la Unión de la Libertad. Entre 1994 y 1998 fue miembro del Ayuntamiento de Łódź en el club de concejales de Nowa Łódź, en representación de este partido. En 1999 se incorporó a la Acción Electoral Solidaridad. Volvió a ser concejal de 2006 a 2007 en representación de la Plataforma Cívica. Durante este período fue presidente del ayuntamiento y en el gobierno local coordinó los asuntos relacionados con el deporte.
Dirigió el consejo de administración de la PO en Łódź. En las elecciones parlamentarias de 2007 en el distrito electoral de Łódź, fue elegido senador del séptimo mandato del Senado de la República de Polonia con 146.688 votos. Fue vicepresidente del Comité de Defensa Nacional y vicepresidente del Grupo Parlamentario Polaco-Israelí. En las elecciones parlamentarias de 2011, fue reelegido al Senado (octavo mandato) como candidato del Comité Electoral del PO. En 2015, se presentó con éxito a la reelección, recibiendo 72 276 votos.
En diciembre de 2017, la Fiscalía Nacional solicitó la suspensión de la inmunidad del político en relación con la intención de presentar cuatro cargos en su contra, entre ellos relativo al abuso de derechos y declaraciones falsas en sus declaraciones de propiedad. El senador renunció a su inmunidad y no se declaró culpable de los hechos alegados. En septiembre de 2018, fue suspendido como miembro del PO tras conceder una entrevista para el portal ruso de la agencia de noticias Sputnik, en la que se pronunció positivamente sobre Vladímir Putin; en reacción, el político anunció su retiro de la Plataforma Cívica. Renunció a la membresía del partido y club senatorial del Partido Plataforma Cívica el 10 de septiembre de 2018, convirtiéndose en senador no adscrito. No se presentó a las elecciones de 2019.

### Fallecimiento
Murió el 17 de diciembre de 2020 como consecuencia del COVID-19 durante la pandemia de esta enfermedad.

## Condecoraciones
Sobre la base de la decisión del ministro de Defensa Nacional n.º 154 de 15 de febrero de 2010, en reconocimiento a sus méritos en el campo del desarrollo y fortalecimiento de la defensa de la República de Polonia , se le otorgó la Medalla de Plata Al Mérito de la Defensa Nacional. También recibió la Medalla al Mérito de la Asociación de Veteranos de Mantenimiento de la Paz de la ONU.